# Шанхайская организация сотрудничества
Шанха́йская организа́ция сотру́дничества (ШОС) (кит. упр. 上海合作组织, пиньинь Shànghǎi Hézuò Zǔzhī, палл. Шанхай Хэцзо Цзучжи; англ. Shanghai Cooperation Organisation, SCO) — международная организация, основанная 15 июня 2001 года лидерами Китая, России, Казахстана, Таджикистана, Кыргызстана и Узбекистана.
- 9 июня 2017 года присоединились Индия и Пакистан[2].
- 4 июля 2023 года — Иран[3][4].
- 4 июля 2024 года — Беларусь[5].

Общая территория входящих в ШОС стран составляет более 35 млн км², то есть 65 % территории Евразии. Общая численность населения стран ШОС примерно равна 3,5 млрд человек (2022 год), половина населения планеты. Экономика КНР — вторая экономика мира по номинальному ВВП, первая по ВВП по паритету покупательной способности (с 2014 года); экономика Индии — третья по ВВП (ППС). Россия, Китай, Индия и Иран входят в «космический клуб».
ШОС не является военным блоком (как, например, НАТО) или открытым регулярным совещанием по безопасности (как, например, АРФ), а занимает промежуточную позицию. Главными задачами организации провозглашены укрепление стабильности и безопасности на широком пространстве, объединяющем государства-участники, борьба с терроризмом, сепаратизмом, экстремизмом, наркотрафиком, развитие экономического сотрудничества, энергетического партнёрства, научного и культурного взаимодействия.

## История
В 1996 году была образована «Шанхайская пятёрка» (Китай, Россия, Казахстан, Таджикистан, Кыргызстан). Последующие ежегодные саммиты участников «Шанхайской пятёрки» проходили в Москве в 1997 году, Алма-Ате (Казахстан) в 1998 году, в Бишкеке (Кыргызстан) в 1999 году и в Душанбе (Таджикистан) в 2000 году. Ко времени проведения бишкекского саммита началось создание постоянных механизмов сотрудничества: встреч министров и экспертных групп. Начала складываться новая международная организация. Появились национальные координаторы, назначаемые каждой страной.
13—15 июня 2001 года в Шанхае прошла встреча глав государств «Шанхайского форума». Тогда пять стран-участниц приняли в состав организации Узбекистан, что повлекло переименование организации в Шанхайскую организацию сотрудничества.
Первыми документами, принятыми ШОС, стали «Декларация о создании Шанхайской организации сотрудничества», «Шанхайская конвенция о борьбе с терроризмом, сепаратизмом и экстремизмом» и «Совместное заявление о подключении Узбекистана к механизму „Шанхайской пятёрки“».

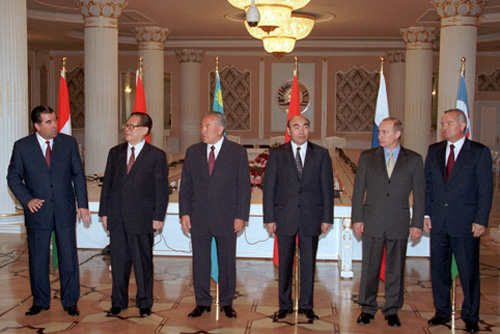
Главы стран — участниц Шанхайской пятёрки на саммите в Душанбе. 5 июля 2000 года.
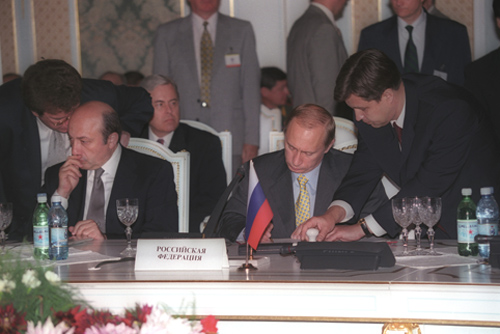
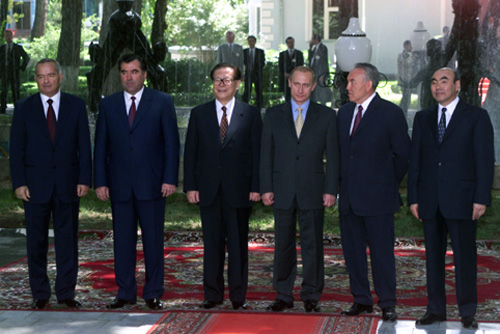
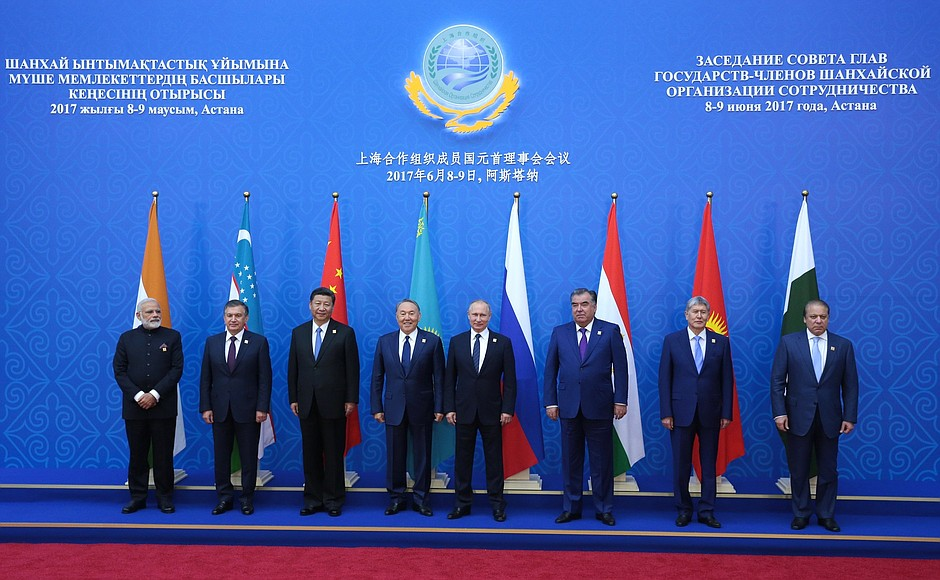
Саммит Шанхайской организации сотрудничества в Астане. 9 июня 2017 года.

## Хронология
| Встречи глав государств-членов ШОС | Встречи глав государств-членов ШОС | Встречи глав государств-членов ШОС | Встречи глав государств-членов ШОС |
| Дата                               | Дата                               | Место проведения                   | Место проведения                   |
| ---------------------------------- | ---------------------------------- | ---------------------------------- | ---------------------------------- |
| 1                                  | 26—27 апреля 1996                  | Шанхай                             |                                    |
| 2                                  | 24—25 апреля 1997                  | Москва                             |                                    |
| 3                                  | 3—4 июля 1998                      | Алматы                             |                                    |
| 4                                  | 25—26 августа 1999                 | Бишкек                             |                                    |
| 5                                  | 4—5 июля 2000                      | Душанбе                            |                                    |
| 6                                  | 14—15 июня 2001                    | Шанхай                             |                                    |
| 7                                  | 7 июня 2002                        | Санкт-Петербург                    |                                    |
| 8                                  | 28—29 мая 2003                     | Москва                             |                                    |
| 9                                  | 17 июня 2004                       | Ташкент                            |                                    |
| 10                                 | 5 июля 2005                        | Астана                             |                                    |
| 11                                 | 14—15 июня 2006                    | Шанхай                             |                                    |
| 12                                 | 16 августа 2007                    | Бишкек                             |                                    |
| 13                                 | 28 августа 2008                    | Душанбе                            |                                    |
| 14                                 | 15—16 июня 2009                    | Екатеринбург                       |                                    |
| 15                                 | 10—11 июня 2010                    | Ташкент                            |                                    |
| 16                                 | 14—15 июня 2011                    | Астана                             |                                    |
| 17                                 | 6—7 июня 2012                      | Пекин                              |                                    |
| 18                                 | 13—14 сентября 2013                | Бишкек                             |                                    |
| 19                                 | 11—12 сентября 2014                | Душанбе                            |                                    |
| 20                                 | 9—10 июля 2015                     | Уфа                                |                                    |
| 21                                 | 23—24 июня 2016                    | Ташкент                            |                                    |
| 22                                 | 8—9 июня 2017                      | Астана                             |                                    |
| 23                                 | 9—10 июня 2018                     | Циндао                             |                                    |
| 24                                 | 13—14 июня 2019                    | Бишкек                             |                                    |
| 25                                 | 10 ноября 2020                     | Сочи                               |                                    |
| 26                                 | 16—17 сентября 2021                | Душанбе                            |                                    |
| 27                                 | 15—16 сентября 2022                | Самарканд                          |                                    |
| 28                                 | 4 июля 2023                        | Нью-Дели                           |                                    |
| 29                                 | 3—4 июля 2024                      | Астана                             |                                    |
| 30                                 | 31 августа—1 сентября 2025         | Тяньцзинь                          |                                    |

ШОС была основана 15 июня 2001 года лидерами Китая, России, Казахстана, Таджикистана, Кыргызстана и Узбекистана. При этом членами ШОС стали все участники «Шанхайской пятёрки», основанной в результате подписания в 1996—1997 годах между Казахстаном, Кыргызстаном, Китаем, Россией и Таджикистаном соглашений об укреплении доверия в военной области и о взаимном сокращении вооружённых сил в районе границы.
Встреча глав государств в июне 2002 года в Санкт-Петербурге продолжила институциональное оформление ШОС. Декларация о создании организации получила практическое воплощение в подписании двух актов — Декларации глав государств — членов ШОС, названной министром иностранных дел России итоговым политическим документом, и Хартии ШОС — базового уставного документа.
По итогам московского саммита (28—29 мая 2003 года) были созданы Секретариат ШОС со штаб-квартирой в Пекине и Региональная антитеррористическая структура (РАТС) (соглашение о её создании было подписано годом раньше в Санкт-Петербурге). Главами стран-участниц были затронуты вопросы борьбы с терроризмом и экстремизмом, в частности особое внимание ими было уделено деятельности Хизб ут-Тахрир. Среди 30 подписанных тогда документов были положения, определяющие функционирование органов организации — положения о Совете глав государств, Совете глав правительств и Совете глав МИД.
По итогам московского саммита организационный период ШОС завершился, и с 1 января 2004 года она начала функционировать как полноценная международная структура, обладающая собственными рабочими механизмами, персоналом и бюджетом.
По итогам ташкентского саммита (июнь 2004 года) были подписаны Ташкентская декларация по итогам заседания, Конвенция о привилегиях и иммунитетах ШОС, а также ряд других документов. Состав организации расширился за счёт приёма в качестве наблюдателя нового члена — Монголии.
На встрече глав государств ШОС, проведённой в 2005 году, помимо нового пакета договоров и конвенций была подписана Декларация глав государств — членов Шанхайской организации сотрудничества, которая зафиксировала дальнейшую консолидацию усилий и укрепление координации. Также на саммите в Астане три государства стали странами-наблюдателями ШОС: Индия, Иран и Пакистан.
Главными итоговыми документами бишкекского саммита (август 2007 года) стали «Договор о долгосрочном добрососедстве, дружбе и сотрудничестве государств-членов Шанхайской организации сотрудничества» и «Бишкекская декларация глав государств-членов Шанхайской организации сотрудничества». В работе форума приняли участие также президенты двух стран-наблюдателей при ШОС — Президент Монголии Намбарын Энхбаяр и Президент Ирана Махмуд Ахмадинежад. Ещё два государства-наблюдателя Организации были представлены Министром иностранных дел Пакистана Хуршидом Касури и Министром нефти и природного газа Индии Мурли Деором.
В 2009 году на встрече в Екатеринбурге главы государств — участников ШОС приняли решение о предоставлении статуса партнёра по диалогу ШОС Шри-Ланке и Беларуси.
28 апреля 2010 года был подписан Меморандум о предоставлении Беларуси статуса партнёра по диалогу ШОС, официально оформивший этот статус для Беларуси.
7 июня 2012 года лидеры стран-участниц ШОС также подписали решение о предоставлении Афганистану статуса наблюдателя при ШОС и решение о предоставлении Турции статуса партнёра по диалогу.
10 июля 2015 года был дан старт процедуре приёма в состав ШОС Индии и Пакистана.
9 июня 2017 года, менее чем за два года выполнив все необходимые условия для вступления, Индия и Пакистан вошли в организацию.
17 сентября 2021 года был дан старт процедуре приёма в состав ШОС Ирана. Иран подписал меморандум о вступлении в ШОС в сентябре 2022 года.
15—16 сентября 2022 года в рамках саммита ШОС в Самарканде одобрено решение о принятии в организацию 6 новых партнёров по диалогу, причём 4 из них — это арабские страны. Наряду с этим принято решение о начале процедуры приёма в ШОС Беларуси. На саммите в Самарканде подписано около 40 документов, в том числе комплексный план по реализации договора о долгосрочном добрососедстве, дружбе и сотрудничестве. Кроме того, подписаны концепция сотрудничества по развитию взаимосвязанности и создания эффективных транспортных коридоров, программа стимулирования промышленной кооперации, положение о почетном звании «Посол доброй воли ШОС».
4 июля 2023 года в ходе саммита в Нью-Дели было окончательно оформлено вхождение Ирана в организацию в качестве полноправного члена.
4 июля 2024 года, на второй день саммита в Астане, Беларусь официально стала членом ШОС.

## Цели ШОС
Согласно ст. 1 основополагающего документа ШОС — Хартии от 7 июня 2002 года — основными целями и задачами ШОС являются:
- укрепление между государствами-членами взаимного доверия, дружбы и добрососедства;
- развитие многопрофильного сотрудничества в целях поддержания и укрепления мира, безопасности и стабильности в регионе, содействия построению нового демократического, справедливого и рационального политического и экономического международного порядка;
- совместное противодействие терроризму, сепаратизму и экстремизму во всех их проявлениях, борьба с незаконным оборотом наркотиков и оружия, другими видами транснациональной преступной деятельности, а также незаконной миграцией;
- поощрение эффективного регионального сотрудничества в политической, торгово-экономической, оборонной, правоохранительной, природоохранной, культурной, научно-технической, образовательной, энергетической, транспортной, кредитно-финансовой и других областях, представляющих общий интерес;
- содействие всестороннему и сбалансированному экономическому росту, социальному и культурному развитию в регионе посредством совместных действий на основе равноправного партнёрства в целях неуклонного повышения уровня и улучшения условий жизни народов государств-членов;
- координация подходов при интеграции в мировую экономику;
- содействие обеспечению прав и основных свобод человека в соответствии с международными обязательствами государств-членов и их национальным законодательством;
- поддержание и развитие отношений с другими государствами и международными организациями;
- взаимодействие в предотвращении международных конфликтов и их мирном урегулировании;
- совместный поиск решений проблем, которые возникнут в XXI веке.

## Структура организации
В рамках организации были учреждены следующие органы:

Организационная структура Шанхайской организации сотрудничества

- Совет глав государств (СГГ);
- Совет глав правительств (СГП);
- Совет министров иностранных дел (СМИД);
- Совещания руководителей министерств и ведомств;
- Совет национальных координаторов (СНК);
- Региональная антитеррористическая структура (РАТС);
- Секретариат — постоянно действующий административный орган, возглавляемый Генеральным секретарём (с 2025 года — представитель Республики Казахстан Нурлан Ермекбаев);
- Межбанковское объединение (МБО).

Совет глав государств (СГГ) является высшим органом ШОС. Он определяет приоритеты и основные направления деятельности Организации, решает принципиальные вопросы её внутреннего устройства и функционирования, взаимодействия с другими государствами и международными организациями, а также рассматривает наиболее актуальные международные проблемы. Совет собирается на очередные заседания один раз в год. Председательство на заседании СГГ осуществляет глава государства — организатора очередного заседания. Место проведения встречи определяется, как правило, по алфавитному порядку (русскому) списка государств — членов ШОС. Совет может принять решение и о создании других органов ШОС, которое оформляется в виде дополнительных протоколов к Хартии.
Совет глав правительств (СГП) принимает бюджет ШОС, который формируется на основе принципа долевого участия, рассматривает и решает основные вопросы, относящиеся к конкретным, в особенности экономическим, сферам развития взаимодействия в рамках Организации. Совет собирается на очередные заседания один раз в год. Председательство на заседании Совета осуществляет глава правительства государства, на территории которого проводится заседание.
Совет министров иностранных дел (СМИД) рассматривает и решает вопросы текущей деятельности Организации, включая подготовку заседания СГГ, предпринимает меры по реализации решений Организации и проведению консультаций в рамках ШОС по международным проблемам. Председательство в Совете осуществляет министр иностранных дел государства-члена Организации, на территории которого проводится очередное заседание СГГ. Председатель СМИД при осуществлении внешних контактов представляет Организацию в соответствии с Положением о порядке работы Совета.
Совещания руководителей министерств и/или ведомств проводятся для рассмотрения конкретных вопросов развития взаимодействия в соответствующих областях в рамках ШОС. К настоящему времени сформировался механизм проведения совещаний генеральных прокуроров, министров обороны, министров экономики и торговли, министров коммуникаций, министров культуры, а также совещаний руководителей правоохранительных органов и ведомств по экстренному оказанию помощи пострадавшим от бедствий. Председательство осуществляет руководитель соответствующего министерства и/или ведомства государства-организатора совещания. Место и время проведения совещания согласуются предварительно.
Секретариат является постоянно действующим административным органом ШОС. На него возложены: организационно-техническое обеспечение мероприятий, проводимых в рамках ШОС, участие в разработке и реализации документов всех органов в рамках Организации, подготовка предложений по ежегодному бюджету. Секретариат возглавляет Генеральный секретарь, который утверждается СГГ. Генеральный секретарь назначается из числа граждан государств-членов ШОС на основе ротации, в порядке русского алфавита названий государств-членов сроком на три года без права продления на следующий срок. До 2006 года должность Генерального секретаря отсутствовала, вместо неё существовал институт исполнительного секретаря, который формально мог действовать только от имени Секретариата ШОС.
Существует мнение в необходимости реструктуризации Секретариата ШОС в более независимый исполнительный орган, в связи с отсутствием у него на данный момент достаточного объёма прав и финансирования. В то время, как в ООН, НАТО, ОДКБ и других организациях исполнительные органы относительно независимы и в связи с этим способны сами разрабатывать повестку дня своих организаций, выходить с инициативами и даже способствовать принятию своих инициативных предложений руководством государств-членов, Секретариат ШОС реально не ведёт обработку, которой, по сути, занимается Совет национальных координаторов. В результате любой вопрос сотрудники Секретариата должны согласовывать с национальным координатором направившей его страны, а тот — с национальными координаторами других стран. Это не способствует созданию в Секретариате институциональной этики. Получается, что, по сути, Секретариат ШОС представляет собой не независимый орган международной организации, а коллектив, состоящий из национальных представителей.
Совет национальных координаторов (СНК) осуществляет координацию и управление текущей деятельностью Организации, проводит необходимую подготовку заседаний СГГ, СГП и СМИД. СНК собирается на заседания не реже трёх раз в год. Председательство в СНК осуществляет национальный координатор государства-члена Организации, на территории которого будет проводиться очередное заседание СГГ. Председатель СНК по поручению председателя СМИД может представлять Организацию при осуществлении внешних контактов.
Региональная антитеррористическая структура Шанхайской организации сотрудничества (РАТС ШОС) — постоянно действующий орган ШОС. Штаб-квартира РАТС располагается в Ташкенте. Цель данного органа — координация и взаимодействие компетентных органов сторон в борьбе с терроризмом, экстремизмом и сепаратизмом. Он имеет статус юридического лица и право заключать договоры, приобретать движимое и недвижимое имущество и распоряжаться им, открывать и вести банковские счета, возбуждать иски в судах и участвовать в судебных разбирательствах. Эти права от имени РАТС осуществляются директором Исполнительного комитета РАТС. Главные функции этого органа заключаются в координации усилий всех государств-членов ШОС в борьбе с терроризмом, сепаратизмом и экстремизмом — разработка предложений по борьбе с терроризмом, сбор и анализ информации, формирование банка данных о лицах и организациях, оказывающих поддержку преступникам, содействие в подготовке и проведении оперативно-разыскных и иных мероприятий по борьбе с названными явлениями, поддержание контактов с международными организациями РАТС состоит из Совета и Исполнительного комитета (постоянно действующий орган). Совет, в состав которого входят руководители компетентных органов стран Организации, представляет собой руководящий орган, принимающий решения. Председатель Исполком РАТС назначается Советом глав государств. С 1 января 2013 года Директором Исполнительного комитета РАТС ШОС является Чжан Синьфэн (Китай).
Межбанковское объединение (МБО) было создано в ходе заседания Совета глав правительств (СГГ) в 2005 году как инструмент содействия в реализации проектов экономического сотрудничества, которые утверждены государствами ШОС. В состав членов МБО вошли Банк развития Казахстана, Государственный банк развития Китая, Внешэкономбанк, Национальный банк Таджикистана, Национальный банк внешнеэкономической деятельности Узбекистана. Председателями Совета МБО ШОС первого и второго созывов были Председатель национального банка КНР Чэн Юан (2005—2006 годы) и Председатель государственной корпорации «Банк развития и внешнеэкономической деятельности» России В. А. Дмитриев (2006—2007 годы).
В настоящее время Председателем Совета МБО является Председатель Совета директоров Банка развития Казахстана М.Сагиндыков.
Решения в органах ШОС принимаются путём консенсуса. Порядок работы всех органов Шанхайской организации сотрудничества был окончательно разработан и принят в 2003 году, на московском саммите. Основные структуры организации приступили к работе с января 2004 года, после чего данное объединение функционирует в качестве полноценной международной организации.

## Члены организации
| Члены ШОС - Беларусь - Индия - Иран - Казахстан - Китай - Кыргызстан - Пакистан - Россия - Таджикистан - Узбекистан | Партнёры по диалогу - Азербайджан - Армения - Бахрейн - Египет - Катар - Камбоджа - Кувейт - Мальдивы - Мьянма - Непал - Саудовская Аравия - Турция - Шри-Ланка - ОАЭ | Наблюдатели - Афганистан (де-юре) - Монголия Страны, подавшие заявку на статус наблюдателя - Алжир - Бангладеш - Восточный Тимор - Вьетнам - Израиль - Ирак - Сирия - Лаос | Получавшие приглашение на саммиты глав государств — членов ШОС - АСЕАН - ЕАЭС - ОДКБ - ООН - ОЭС - СВМДА - СНГ - Туркменистан |

Помимо того, ШОС имеет соглашения о партнёрстве с ООН, СНГ, ОДКБ, ЕАЭС и АСЕАН.

### Пересечения интересов
По мнению начальника Института военной истории Министерства обороны России А. А. Кольтюкова, Китай, Пакистан, Иран и Индия не в последнюю очередь рассматривают ШОС как инструмент противодействия американскому военному присутствию в данном регионе, которое, с его точки зрения, составляет угрозу безопасности этих стран.

### Интересы стран-участниц и их расхождения
Эксперты отмечают ряд вопросов, по которым наблюдаются противоречия в политике членов ШОС, самое серьёзное из которых касается расхождения политических и экономических интересов России и Китая. Китай, рассматривая страны ШОС как перспективный рынок сбыта, считает, что приоритеты ШОС между антитеррористической и экономической деятельностью должны делиться поровну, а в перспективе экономическая стратегия может занять главное место в деятельности организации. Россия, напротив, настаивает на сохранении традиционной активности ШОС в области борьбы с проявлениями «трёх зол» (по терминологии ШОС): терроризмом, экстремизмом и сепаратизмом и, опасаясь установления экономической гегемонии Китая в постсоветской Азии, предпринимает усилия для того, чтобы сдерживать предложения Пекина по интенсификации экономического сотрудничества в рамках ШОС. Впрочем, Китай может быть не заинтересован в наращивании военной, антитеррористической составляющей в отличие от России и стран Центральной Азии, поскольку Китай в основном решил проблему (уйгурского) терроризма. Кроме того, Китай во внешней политике на первый план ставит исторические территориальные проблемы, выходящие за рамки ШОС, — объединение с Тайванем, для чего ему необходимо достичь соглашения о невмешательстве со стороны США. Россия стремится к более тесной интеграции на основе делегирования части суверенитета государств региона наднациональным органам (ОДКБ, ЕврАзЭС), Китай же не намерен делить суверенитет ни с кем другим.
Москва рассматривает экономическую интеграцию в зоне ШОС как более отдалённую цель, тогда как в настоящее время речь может идти только об отдельных субрегиональных интеграционных проектах между двумя или тремя странами с сопоставимыми экономиками. Пекин же настаивает на создании единого интеграционного пространства в рамках ШОС уже в ближайшее время. Снятие торговых барьеров между странами ШОС создаст благоприятные условия для резкого увеличения предложения китайских товаров и откроет перед Центральной Азией перспективу стать придатком китайской экономики.
По мнению российского исследователя А. Ю. Баранова, «американские эксперты уповают на то, что Пекин, идя на контакт с Россией, в первую очередь стремится разыграть в своих целях „российскую карту“, но не заинтересован в расширении российского политического влияния в АТР. Но ежегодные встречи глав государств ШОС и двусторонние контакты на высшем уровне демонстрируют стремление и российской, и китайской стороны к взаимодействию в ряде ключевых сфер в политике и экономике в АТР и за его пределами».

### Кандидаты в члены, страны-наблюдатели и партнёры по диалогу
Среди прочих стран региона Средней Азии Монголия стала первой страной, которая получила статус страны-наблюдателя на саммите в Ташкенте (2004 год). Пакистан, Индия и Иран получили статус наблюдателей в следующем году на саммите в Астане. 7 июня 2012 года на саммите в Пекине Афганистан получил статус наблюдателя. Наконец, по итогам встречи в Уфе (июль 2015 года) было объявлено о предоставлении данного статуса Беларуси.

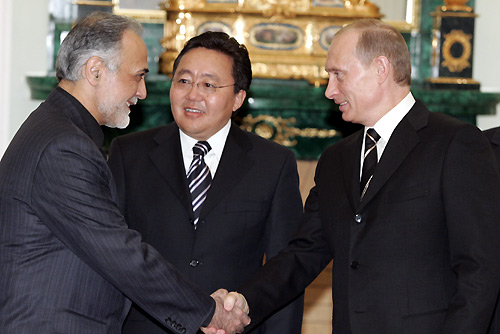
Встреча Президента РФ В. Путина с Первым вице-президентом Ирана Парвизом Давуди и Премьер-министром Монголии Цахиагийном Элбэгдоржем перед началом встречи с участниками Совета глав правительств государств — членов Шанхайской организации сотрудничества (26 октября 2005 года)

Откладывая расширение на неопределённый срок, члены ШОС опасаются, во-первых, попыток «размыва» организации и, как результат, уменьшения её «веса» в мировом сообществе. Во-вторых, вхождение в ШОС Индии и Пакистана может снизить эффективность её работы, поскольку внешнеполитические интересы этих стран существенно расходятся. В-третьих, вступление Ирана на фоне обострения ситуации вокруг иранской ядерной программы может позиционировать ШОС как блоковое объединение и стать причиной ухудшения отношений с Европой и США, сотрудничеством с которыми дорожат Индия и Китай.
16 июня 2009 года, по завершении саммита стран-участниц ШОС в Екатеринбурге, было принято решение предоставить не применявшийся ранее в практике организации статус «партнёра по диалогу» двум странам: Шри-Ланке и Беларуси.
В октябре 2011 года Турция подала официальный запрос на статус партнёра в Шанхайскую организацию сотрудничества (ШОС).
Тогда же стало известно, что Россия и Китай хотят видеть Пакистан и Индию как полноправных членов Шанхайской Организации Сотрудничества. Главным образом потому, что и Индия, и Пакистан также обладают ядерным оружием и проявили заинтересованность в его дальнейшем нераспространении.
7 июня 2012 года на СГГ ШОС было принято решение предоставить статус наблюдателя Афганистану и статус партнёра по диалогу Турции. Также Владимиром Путиным было предложено утвердить к 2013 году официальный порядок приёма в ШОС новых членов, по которому в следующем году планируется принять Монголию, Индию и Пакистан.
В августе 2012 года президент Украины заявил о её желании стать страной-наблюдателем в ШОС.
13 февраля 2015 года стало известно, что Сирийская Арабская Республика подала заявку на участие в Шанхайской организации сотрудничества в качестве наблюдателя. Об этом сообщил специальный представитель президента РФ по делам ШОС, директор департамента азиатско-тихоокеанского сотрудничества МИД России Бахтиёр Хакимов. Также имеются заявки на получение статуса наблюдателя организации от Азербайджана, Армении, Бангладеш и Непала.
10 июля 2015 года Индия и Пакистан стали членами, наблюдателем в ШОС стала Беларусь, а Азербайджан, Армения, Камбоджа и Непал теперь будут партнёрами по диалогу.
17 сентября 2021 года на саммите в Душанбе было объявлено о начале процедуры приёма Ирана в организацию в качестве полноправного члена и процедур предоставления Египту, Катару и Саудовской Аравии статуса партнёра по диалогу.
14 сентября 2022 года Египет и Катар получили официальный статус государств-партнёров по диалогу. Перед этим принята заявка на вступление в организацию Беларуси.
9 марта президент Беларуси Александр Лукашенко в ходе встречи с генсеком ШОС Чжан Мином заявил о цели страны вступить в Шанхайскую организацию сотрудничества ещё до её саммита 2023 года, запланированного в Дели.
«Мы поставили перед собой амбициозную цель — пройти путь по вступлению в члены Организации до саммита в Дели. Это будет хороший опыт для других»
— Alexander Lukashenko, в Александр Лукашенко
Документ о начале процедуры приема Беларуси в члены ШОС был подписан по итогам саммита организации в Самарканде, который прошёл 15-16 сентября 2022 года. Лукашенко тогда заявлял, что республика, которая пока является наблюдателем в организации, рассчитывает получить членство в ШОС уже через год.
7 марта 2022 года глава МИД Ирана Хосейн Амир Абдоллахиян на встрече с генеральным секретарем Шанхайской организации сотрудничества Чжан Мином подтвердил решимость Тегерана в вопросе вступления в ШОС и принятия активного участия в работе организации. К началу 2023 года законопроект о присоединении Ирана к ШОС был одобрен Исламским консультативным советом и Советом стражей конституции. 4 июля в день саммита Иран официально вступил в организацию.
4 июля 2023 года лидеры стран членов ШОС подписали меморандум об обязательствах Беларуси по присоединению к ШОС. Тем самым был запущен процесс присоединения Минска к организации. 13 июля 2023 года президент Беларуси Александр Лукашенко подписал закон «О присоединении Республики Беларусь к международным договорам в рамках Шанхайской организации сотрудничества», согласно которому, в рамках получения статуса государства-члена ШОС Республики присоединяется к 22 документам организации. 5 июня 2024 года генеральный секретарь ШОС Чжан Мин сообщил о том, что решение о принятии Беларуси в организацию будет принято на саммите в Астане в июле 2024 года.

## Направления сотрудничества

### Сотрудничество в сфере безопасности
Деятельность ШОС первоначально лежала в сфере взаимных внутрирегиональных действий по пресечению террористических актов, а также сепаратизма и экстремизма в Средней Азии. По мнению министра иностранных дел Китая Тан Цзясюаня, она стала первой международной организацией, сделавшей идею борьбы с терроризмом стержнем своей деятельности. Уже среди первых документов, подписанных участниками установочного саммита ШОС в Шанхае (2001 год) была Шанхайская конвенция о борьбе с терроризмом, сепаратизмом и экстремизмом, которая впервые на международном уровне закрепляла определение сепаратизма и экстремизма как насильственных, преследуемых в уголовном порядке деяний. С того времени страны — участницы отводят первоочередное место вопросам урегулирования внутренних конфликтов, достижения консенсуса в противодействии экстремизму и наркомафии, свидетельством чего вначале стало создание Региональной антитеррористической структуры, а затем и подписание Договора о долгосрочном добрососедстве, дружбе и сотрудничестве.
23 мая 2002 года в Астане было проведено очередное заседание руководителей правоохранительных ведомств и спецслужб государств-членов ШОС, на котором было подписано «Решение о проекте Соглашения между государствами-членами Шанхайской организации сотрудничества о Региональной антитеррористической структуре». Также был принят проект данного Соглашения и было рекомендовано ускорить на его основе разработку других соответствующих документов с тем, чтобы в максимально сжатые сроки задействовать антитеррористическую структуру. 7 июня того же года в Санкт-Петербурге на состоявшейся встрече глав государств-участников Шанхайской организации сотрудничества было подписано Соглашение о Региональной антитеррористической структуре. Основные задачи и функции Исполнительного Комитета РАТС ШОС определены по трём приоритетным направлениям:
1. координационно-оперативное направление (координация и взаимодействие компетентных органов стран — участниц в борьбе с терроризмом, экстремизмом, проведении антитеррористических учений и пр.);
2. международно-правовое направление (участие в подготовке международных документов по вопросам борьбы с терроризмом, в том числе в рамках ООН, содействие Совету Безопасности ООН и пр.);
3. информационно-аналитическое направление (формирование и пополнение банка данных РАТС, сбор и анализ информации по вопросам борьбы с терроризмом и др.)[54].

В 2004 году в интервью первый заместитель МИД России Вячеслав Трубников, отвечая на вопрос об отсутствии видимых результатов антитеррористической деятельности ШОС, отметил, что нельзя требовать от молодой организации сколько-нибудь решительных действий. Кроме того, Трубников заявил, что ШОС — не военная организация и её деятельность не направлена на исключительно военную защиту:
Повторю, что ШОС — не военный альянс. Поэтому здесь нужно чётко понимать, что речь идёт о функции ШОС по обеспечению безопасности государств-членов перед лицом так называемых нетрадиционных угроз, а не некой эвентуальной внешней агрессии. …
…Адекватный ответ вызовам, с которыми приходится сталкиваться, неизбежно должен иметь политическое, социально-экономическое и гуманитарное измерения. В этом, собственно, и состоит основное предназначение ШОС как механизма многопрофильного сотрудничества государств-членов — обеспечение мира, спокойствия, благополучия и совместного процветания шести стран, стабильности и безопасности в регионе и за его пределами.Вячеслав Трубников
Тем не менее деятельность РАТС уже приносит свои плоды. По свидетельству исполнительного директора этой организации В. Касымова, только за период между двумя саммитами ШОС (5 июля 2005 года — 15 июня 2006 года) в результате деятельности РАТС на территории ШОС было предотвращено более 450 терактов, 15 главарей террористических организаций были задержаны или уничтожены спецслужбами стран Организации, ещё 400 находятся в розыске.
Подписанный на Бишкекском саммите (16 августа 2007 года) «Договор о долгосрочном добрососедстве, дружбе и сотрудничестве» был призван укрепить добрососедские отношения между странами-участницами. По мнению видного российского политика и политолога А. А. Кокошина, «этот Договор может сыграть весьма важную роль в становлении новой системы мировой политики, нового миропорядка, более справедливого, менее чреватого острыми кризисами, чем та, которая возникла после распада биполярной системы, когда доминирующей силой попыталась стать единственная оставшаяся сверхдержава — США».
| |  |  |
| Бишкекский саммит и антитеррористические учения 2007 года (слева направо): сессия глав государств; лидеры стран-участниц перед началом сессии (16 августа); главы государств ШОС на полигоне в Чебаркуле наблюдают за ходом завершающей фазы «Мирной миссии — 2007» |  |  |

21 апреля 2006 года ШОС анонсировала планы борьбы с международной наркомафией как финансовой опорой терроризма в мире. 1 октября 2007 года генеральный секретарь ШОС Болат Нургалиев призвал государства — члены организации активизировать сотрудничество в борьбе с незаконным оборотом наркотических средств, акцентируя особое внимание на борьбе с наркоэкспансией в афганском направлении.
С момента основания организации странами-участницами было проведено несколько совместных антитеррористических учений. Первое из них состоялось в августе 2003 года (Узбекистан в учениях участия не принимал). Первая фаза учений проводилась в Казахстане, вторая — в Китае. Китай не принимал участие в первой фазе учений, что эксперты объяснили осторожностью, вызванной не только нежеланием участвовать в военных акциях, но и малым опытом участия в международных манёврах.

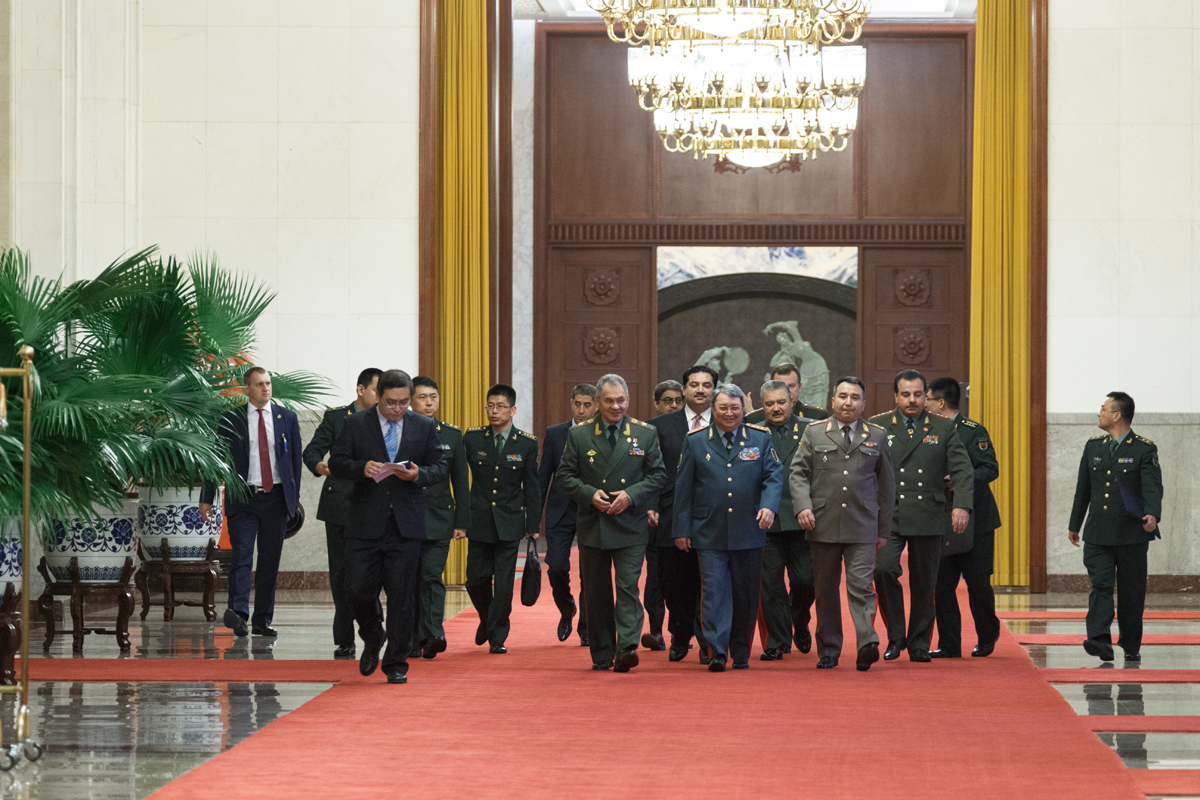
Руководители военных ведомств ШОС. КНР, Пекин, 2018 год

В большем масштабе, но за пределами основной структуры ШОС, в августе 2005 года началась первая совместная тренировка военных сил КНР и России, получившая название «Мирная миссия — 2005».
В дальнейшем учения проводились в 2006 и 2007 годах («Востокантитеррор-2006» и «Мирная миссия — 2007»). В сентябре 2008 года прошли командно-штабные учения «Волгоград-Антитеррор-2008», а в 2009 году — «Мирная миссия — 2009».
Несмотря на регулярное проведение совместных антитеррористических учений, функционерами ШОС неоднократно подчёркивалось, что организация не является военным альянсом. Вслед за российским министром обороны Сергеем Ивановым, отметившим, что ШОС не является военным союзом, но может проводить совместные учения.
1 декабря 2023 года — военнослужащие Республики Казахстан приняли участие в V Форуме по делам обороны и безопасности Шанхайской организации сотрудничества. На форуме были обсуждены глобальные инициативы Китая, а также перспективы развития сотрудничества ШОС в области безопасности и обороны.
15 декабря 2023 года под председательством киргизской стороны в режиме ВКС состоялась Международная интернет-конференция государств-членов ШОС на тему: «Расширение сотрудничества в сфере противодействия трафику наркотических средств и новых психоактивных веществ». Конференция организована в рамках реализации Программы по выполнению Антинаркотической стратегии государств-членов ШОС на 2018—2023 годы. Участники обменялись информацией по теме противодействия незаконному обороту наркотических средства на пространстве ШОС.

### Экономическое сотрудничество
Несмотря на то, что ШОС изначально создавалась с целью совместной защиты границ соседних государств, практически сразу её деятельность получила и экономическую направленность. Через несколько месяцев после начала работы ШОС на своей первой встрече в Алма-Ате премьер-министры государств-членов Шанхайской организации сотрудничества обсудили вопросы регионального торгово-экономического сотрудничества, развития ШОС и другие проблемы, подписали Меморандум между правительствами государств-участников ШОС об основных целях и направлениях регионального экономического сотрудничества и запуске процесса по созданию благоприятных условий в области торговли и инвестиций.
В мае следующего года в Шанхае прошло первое заседание министров экономики и торговли государств-членов ШОС. Стороны официально запустили механизм проведения встреч министров экономики и торговли и создания благоприятных условий в области торговли и инвестиций. По итогам совещания был подписан протокол к Меморандуму между правительствами государств-участников ШОС об основных целях и направлениях регионального экономического сотрудничества и запуске процесса по созданию благоприятных условий в области торговли и инвестиций и совместное заявление по итогам первой встречи министров, отвечающих за внешнеэкономическую и внешнеторговую деятельность.
В сентябре 2003 года главы правительств стран — членов ШОС подписали Программу многостороннего торгово-экономического сотрудничества на 20 лет. В качестве долгосрочной цели предусматривается создание зоны свободной торговли в ШОС, а в краткосрочной перспективе — увеличение потока товаров в регионе. Сотрудничество должно охватывать области энергетики, транспорта, сельского хозяйства, телекоммуникаций, защиты окружающей среды и др. План действий по развитию сотрудничества был подписан год спустя, в сентябре 2004 года.
По мнению ряда аналитиков, организационное строительство ШОС слишком затянулось, а многочисленные меморандумы и декларации долгое время не получали должного воплощения на практике. Кроме того при выполнении программ действий по различным направлениям экономического сотрудничества, выяснилось, что их реализации мешает ряд трудностей, обусловленный различиями в структурах и функционировании хозяйственных систем. В итоге не удалось запустить практически ни одной из уже одобренных программ экономического сотрудничества. Завершением процесса формирования системы многостороннего экономического сотрудничества в рамках Организации, по мнению президента Российского союза промышленников и предпринимателей А. Н. Шохина, послужило создание в июне 2006 года Делового совета, который, являясь не правительственной структурой, объединяет правительственные и финансовые круги стран — участниц ШОС. Реальный же толчок развитию двух крупных проектов (развитию транспортной инфраструктуры и энергоресурсов) был дан на Совете глав правительств в Душанбе 15 сентября 2006 года.
Особое место в экономических отношениях стран ШОС занимает Китай. Он с каждым годом всё серьёзнее влияет на экономическую ситуацию в регионе, стимулирует сотрудничество стран ШОС в этой сфере, настаивая на создании свободной торговой зоны, а вместе с тем и создании инфраструктуры для торговли и инвестиций. Втягивая экономики стран центрально-азиатского региона (ЦАР) в орбиту своих экономических интересов, КНР рассматривает их в первую очередь как надёжные рынки сбыта своих товаров. Именно с точки зрения расширения торгового сотрудничества Китай активно поддерживает вступление стран Шанхайской организации сотрудничества во Всемирную торговую организацию. И хотя одни эксперты указывают, что во внешнеторговом обороте Китая доля ШОС на протяжении 2001—2006 годов не превышала 2 %, другие специалисты отмечают, что уровень товарооборота между Китаем и странами Центральной Азии, в частности, Казахстаном неуклонно растёт.

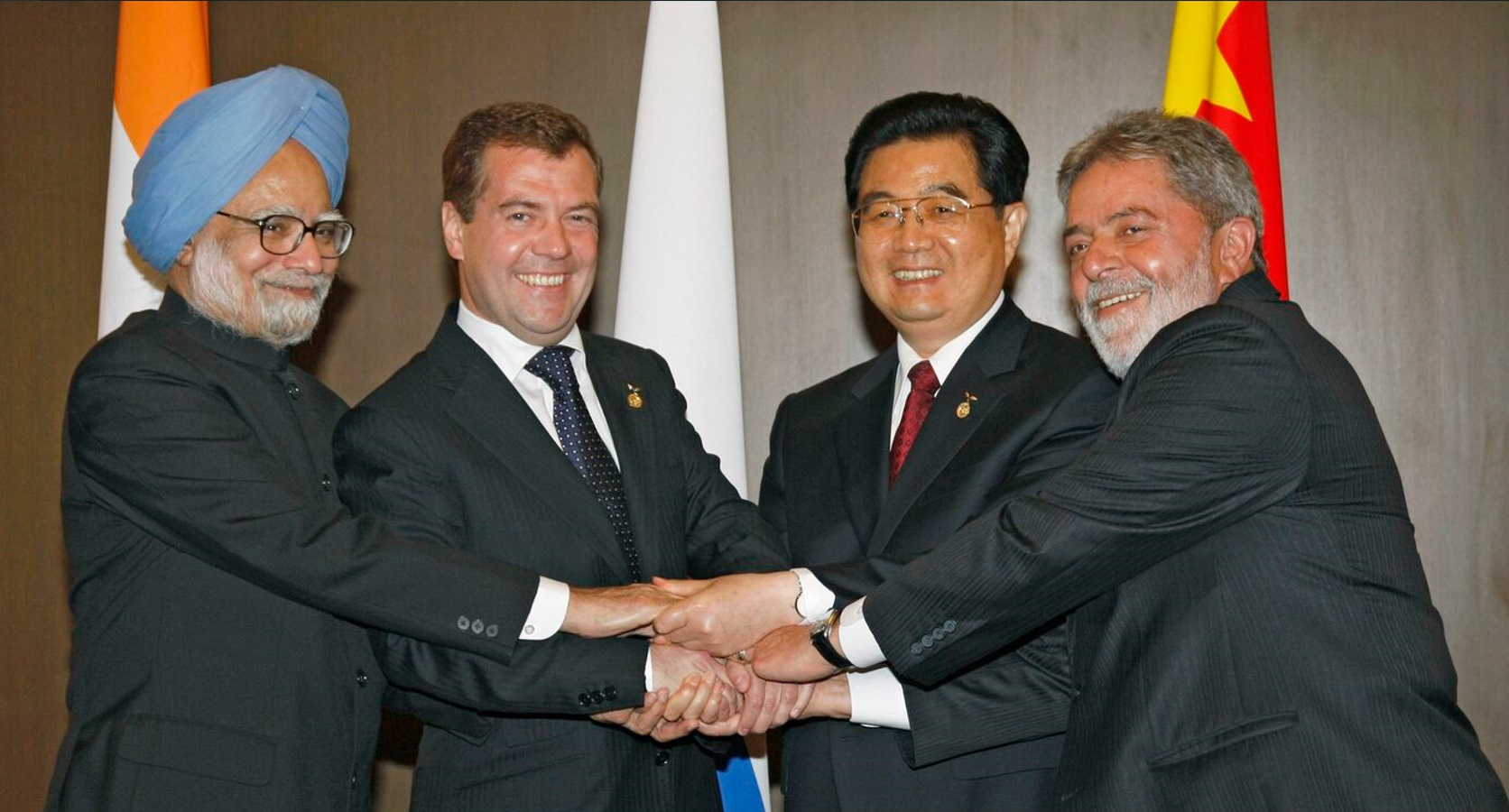
На Первом саммите глав государств группы БРИК, Екатеринбург, 2009 г.

26 октября 2005 года на московском саммите ШОС исполнительный секретарь организации Чжан Дэгуан заявил, что ШОС сосредоточит внимание на совместных энергетических проектах, включая развитие нефтегазового сектора, разведку запасов углеводородов и совместное использование водных ресурсов. Идея, выдвинутая президентом России В. В. Путиным на шанхайском саммите в июне 2006 года о создании Энергетического клуба ШОС как механизма, объединяющего производителей, потребителей и транзитёров энергоресурсов, была поддержана остальными главами государств. Конкретные решения по реализации были приняты на встрече глав правительств в Душанбе, в частности глава правительства России М. Фрадков предложил создать в рамках ШОС Международный центр по предоставлению услуг ядерного топливного цикла. Кроме России активные шаги по развитию энергетики в регионе предпринимают также Китай и Казахстан. Не исключена возможность, участия Ирана в энерготранзите, в случае чего, удельный вес газового рынка ШОС уверенно перевалит за половину мирового объёма.
По завершении саммита в Екатеринбурге, а также проходившей на следующей день встрече глав государств группы БРИК, 17 июня 2009 года Россия и Китай заключили беспрецедентное соглашение в энергетике на сто миллиардов долларов. О самой крупной в истории двусторонних отношений России и Китая сделке объявил президент России Дмитрий Медведев после переговоров с лидером КНР Ху Цзиньтао. Первые лица договорились разработать механизм взаиморасчётов в рублях и юанях. Пока все сделки между Россией и Китаем оцениваются в долларах. Но если будет реализована инициатива КНР и РФ, — она может повлиять не только на российско-китайские отношения, но и на всю мировую торговлю. Москва и Пекин намерены заменить доллар юанем и рублём.
21—23 октября 2015 года в Уфе состоялся Первый форум малого бизнеса регионов стран — участниц ШОС и БРИКС. Его организаторами выступили правительство Республики Башкортостан, Государственный комитет по предпринимательству и туризму Республики Башкортостан, Торгово-промышленная палата Республики Башкортостан, при поддержке Торгово-промышленной палаты Российской Федерации во главе с её президентом Сергеем Катыриным, который является председателем национальной части Делового совета БРИКС и председателем правления Делового совета ШОС. В работе форума приняли участие свыше 1600 делегатов из 23 стран и 51 региона, среди которых руководители компаний малого и среднего бизнеса России и зарубежных стран, представители бизнес-ассоциаций и органов власти, деятели экспертного сообщества, а также официальные зарубежные и региональные делегации, представители стран ШОС и БРИКС. Проведение форума стало очередным важным этапом в череде интеграционных экономических процессов на пространстве Евразии.
14 марта 2023 года в формате видео-конференц-связи под председательством Индии состоялось третье совещание министров энергетики государств — членов ШОС.
В рамках заседания был принят документ о дальнейшем сотрудничестве в сфере энергетики государств — членов ШОС «Совместное заявление по новым видам топлива и моделированию в энергетическом секторе». Документ позволит расширить взаимовыгодное сотрудничество, в том числе и технологическое, в секторе новых видов топлива, с целью объединения усилий развивающихся стран — производителей и потребителей топлива, а также поспособствует разработке инклюзивной энергетической политики и постановке целей по преобразованию энергетических систем.
Министр энергетики Казахстана Болат Акчулаков в своем выступлении заявил, что по инициативе главы государства Касым-Жомарта Токаева Казахстаном разрабатывается энергетическая стратегия ШОС. Документ будет включать в себя основные направления дальнейшего сотрудничества в энергетической отрасли государств — членов ШОС до 2030 года. Так как председательство в органах ШОС в июне 2023 года переходит от Индии к Казахстану — Болат Акчулаков пригласил коллег из профильных министерств государств — членов ШОС принять участие в энергетическом форуме ШОС, который состоялся в октябре 2023 года в Астане.
В 2023 г. в Китае началось создание Института цифровой экономики (ИЦЭ) при ШОС на основе интегрирования опыта институтов автоматизации планирования СССР: 1) Институт кибернетики (Глушкова), 2) Центрального экономико-математического института, 3) БелЦНИИТУ (Ведуты). Где на основе науки (Экономической кибернетики) просчитываются оптимальные пути выхода из накопившихся дисбалансов и кризисов в экономике Китая и в целом капиталистической экономики нацеленной на неоколониальную эксплуатацию мира в интересах коллективного запада, и для наращивания и развития Автоматизации управления экономикой.

### Культурное и гуманитарное сотрудничество
В Декларации о создании ШОС страны — участницы заявили и о необходимости развивать и культурное сотрудничество.
Впервые министры культуры стран-участниц встретились в Пекине 12 апреля 2002 года. Правительства государств активно поддержали проведение Дней культуры, участие художественных коллективов и деятелей искусств. С того времени гуманитарное сотрудничество постепенно интенсифицируется: проводятся совместные мероприятия, приуроченные к знаменательным историческим датам стран, входящих в ШОС, практикуются обмен студентами и профессорско-преподавательским составом, предпринимаются попытки создать совместные учебные центры. В 2008 году был сформирован Университет ШОС как единое сетевое образовательное пространство, базирующееся на университетах, ведущих исследования в направлениях регионоведение, информационные технологии, нанотехнологии, энергетика, экология — к 2010 году это 53 университета из 5 стран ШОС.

### Критика деятельности
Критика Шанхайской организации сотрудничества во многом касается несостоятельности её деятельности, в частности в борьбе с терроризмом и защите региональной безопасности. Некоторые зарубежные аналитики (например, Мэтью Оресман (англ. Matthew Oresman) из американского Центра стратегических и международных исследований) предполагают, что ШОС является не более, чем дискуссионным клубом, претендующим на нечто большее. Такого же мнения придерживается начальник Института военной истории МО РФ А. А. Кольтюков, утверждающий, что «анализ достигнутых этой Организацией результатов позволяет охарактеризовать её как политический клуб, в котором двустороннее сотрудничество всё ещё превалирует над решением общерегиональных и мировых проблем. … реального сотрудничества в этих сферах противодействие угрозам терроризма, сепаратизма и борьба с наркоторговлей на региональном уровне не наблюдается».

## Внешнеполитическое окружение

### США
До крушения Советского Союза Центральная Азия не играла существенной роли в отношениях между США, СССР и другими державами региона. Прежде плохо изученное американцами пространство начало их по-настоящему интересовать с 1991 года. С тех пор США остались единственной сверхдержавой, чьи интересы проникают во все регионы мира, в том числе и в Центральную Азию, где они сегодня являются одними из основных игроков. Вначале США было трудно определить чёткие приоритеты в ЦАР: Вашингтон был озабочен угрозой коммунистической реставрации на постсоветском пространстве, что заставляло его не посягать на влияние России в странах «ближнего зарубежья» (за исключением Балтии, в которых Россия почти сразу утратила всё своё влияние).
В 1997 году Вашингтон объявил государства Центральной Азии зоной своих долгосрочных стратегических интересов. А в марте 1999 года Конгресс США принял «Акт о стратегии Шёлкового пути», в котором говорилось о поддержке экономической и политической независимости стран Центральной Азии, которые смогут уменьшить энергетическую зависимость Соединённых Штатов от нестабильного Персидского залива. Делая ставку на развитие двусторонних контактов со странами постсоветской Средней Азии, США, очевидно, оставили без должного внимание создание в 1996 году «Шанхайской пятёрки» — прообраза ШОС.
В целом, отношение США к Шанхайской Организации Сотрудничества постепенно изменялось: от пассивного наблюдения за её деятельностью до активной заинтересованности. В настоящее время среди западных исследователей широко распространено мнение, что ШОС имеет антиамериканскую направленность и создана в противовес блокам США и западных стран.
Первоначальное отношение США к ШОС характеризовалось пассивностью, практически минимальным реагированием на её развитие. США рассматривали на тот момент ещё «шанхайскую пятёрку» как структуру, деятельность которой не представляла никакой угрозы его интересам, а, напротив, свидетельствовала о снижении роли Москвы в Средней Азии вследствие появления там нового крупного игрока — Китая. Кроме того, первоначальные цели создания организации отвечали целям США в регионе. Вашингтон приветствовал любые шаги, направленные на ослабление угрозы исламского экстремизма, снижение конфликтного потенциала и достижения стабильности в Средней Азии. Поэтому на официальном уровне США не придавали «шанхайской пятёрке» особого внимания. Но уже в конце 1990-х многие аналитики выражали обеспокоенность по поводу сближения России и КНР, обвиняя Президента Билла Клинтона, что он недооценил всю опасность заключения договоров и поставок оружия в Китай.
Несмотря на то, что ШОС позиционирует себя как региональная организация, которая выстраивает свою политику на позициях поддержания безопасности в Центральной Азии и остальном мире, некоторые западные исследователи подчёркивают очевидное противостояние организации странам НАТО, в частности США. Аналитик Чжао Хуашэн, подчёркивая, что ШОС не имеет антиамериканской направленности, вместе с тем приводит факты, свидетельствующие, что и «Шанхайская пятёрка», и Шанхайская организация сотрудничества были созданы в период наибольшего обострения отношений между Америкой, Китаем и Россией.
5 июля 2005 года в Астане на саммите ШОС была принята декларация с призывом к США определить сроки вывода американских баз из Центральной Азии, размещённых в этом районе (в Кыргызстане и Узбекистане) для поддержки действий американских войск против режима «Талибан» в Афганистане.

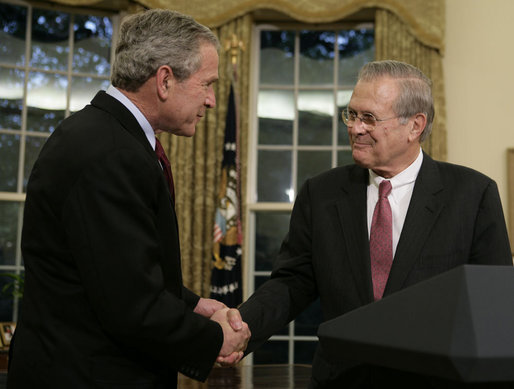
Джордж Буш и Дональд Рамсфелд

Ответом на астанинскую декларацию стала принятая 19 июля 2005 года резолюция палаты представителей Конгресса США с выражением озабоченности в связи с заявлением ШОС, которое расценивалось как «явная попытка Китая и России выдавить США из этого региона».
Вскоре после этого Узбекистан заявил, что американцы должны будут покинуть базу Карши-Ханабад на его территории в течение полугода.
Эти шаги вызвали серию ответных высказываний со стороны высокопоставленных чиновников с обеих сторон, что и послужило точкой отсчёта в официальных взаимоотношениях между ШОС и США.
Так, министр обороны США Дональд Рамсфелд выступил с резкой критикой российской внешнеполитической доктрины. По его словам Россия, Китай и Северная Корея могут помешать сотрудничеству в сфере безопасности между странами Юго-Восточной Азии. Критику в адрес внешней политики трёх стран, претендующих на усиление влияния в регионе, министр обороны США аргументировал тогда «попытками России ограничить свободу соседних стран, недостаточной прозрачностью военных расходов Китая, а также угрозой Северной Кореи в ядерной сфере».
По мнению Рамсфелда, сотрудничество Тегерана с ШОС нелогично. Выступая в Сингапуре на конференции по вопросам безопасности, глава Пентагона назвал Иран главным террористическим государством. В дополнение он заявил, что считает странным участие этой страны в работе организации, борющейся с терроризмом. «Как можно было принимать его в ряды организации, ставящей своей целью борьбу с терроризмом? Ведь Иран — это самое террористическое государство в мире». Вообще, все встречи лидеров ШОС вызывают неодобрение у Вашингтона, где считают, что ШОС всё более становится антиамериканской. Особенное раздражение у США вызвал визит в Шанхай президента Ирана Махмуда Ахмадинежада. «Непонятно, почему организация, декларирующая неприятие терроризма, зовёт на своё заседание ведущего спонсора террора в мире», — сказал глава Пентагона Дональд Рамсфелд.

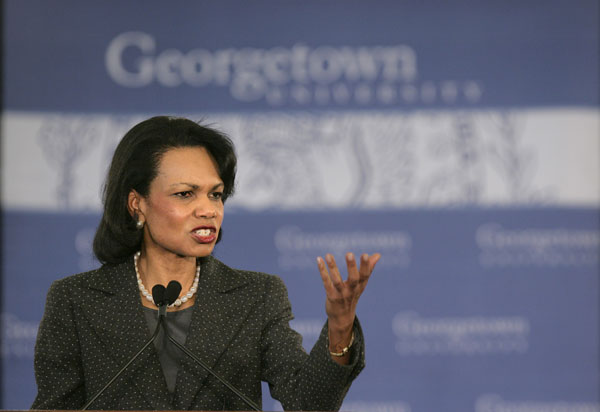
Кондолиза Райс (выступление в Джорджтаунском университете 18 января 2006 года)

В ответ ШОС заявила, что недопустимо называть одну из её стран-наблюдателей спонсором терроризма. А помощник Владимира Путина Сергей Приходько подчеркнул, что «ШОС способна самостоятельно решать проблемы, возникающие в зоне её ответственности. Организация не намерена ни с кем конкурировать, но для решения стоящих перед ней задач подсказки со стороны ей не требуются». Вместе с тем, российская сторона заверила «американских партнёров», что «иранская проблема» рассматриваться на саммите не будет, и более того, ШОС в ближайшей перспективе расширяться не будет.
В октябре 2005 государственный секретарь США Кондолиза Райс посетила Кыргызстан и договорилась с президентом Курманбеком Бакиевым о переводе американского контингента из Узбекистана на авиабазу «Ганси» (бывшее название авиабазы «Манас») в Кыргызстане. А в феврале 2009 года киргизская сторона объявила о намерении закрыть авиабазу «Манас», сославшись на отказ США обсуждать вопрос увеличения арендной платы за использование базы. Через несколько дней парламент одобрил решение правительства Кыргызстана. В марте 2009 года запрет на использование авиабазы распространился ещё на 11 других стран — союзников США.
Вместе с тем, противоречия между Россией, Китаем и США в 2000-е годы ещё не созрели, не приобрели остроты, и почва для сотрудничества Москвы и Пекина для противодействия Вашингтону тогда являлась достаточно зыбкой. Как Россия, так и, в особенности, Китай слишком дорожили своими отношениями с США, чтобы ставить их под удар, реализуя некий вариант военно-политического альянса-антагониста НАТО.

### Европейский союз
Во взаимоотношениях Евросоюза и стран Центральной Азии также огромное значение приобретает энергетическая составляющая, а также вопрос о транспортных коридорах. Кроме того, Евросоюз рассматривает Центральную Азию как «буферный фильтр», смягчающий возможную угрозу терроризма, исламского экстремизма, наркотрафика и неконтролируемой миграции на территории стран-членов ЕС. Эксперт из Королевского института международных отношений Эдмунд Херциг (нем. Edmund Herzig) отметил, что Центральная Азия «является важным, и потенциально очень важным регионом для энергетической безопасности Европы, если мы хотим диверсифицировать источники энергопоставок. Этот регион кажется нам далёким. Но так как Европа идёт на восток, он становится постепенно ближе». Он указал на то, что Центральная Азия уже практически находится «по соседству» с Европой.
В апреле 2007 года в Берлине состоялась представительная международная конференция на тему «Шанхайская организация сотрудничества: возможности партнёрства с ЕС». Конференция была организована по инициативе Германского совета по внешней политике и Восточного комитета германской экономики. В ней приняли участие генсек ШОС Болат Нургалиев, спецпредставитель ЕС по Центральной Азии Пьер Морель (фр. Pier Morel), эксперты из стран — участниц ШОС, представители германских политических структур и фондов, а также посольств, аккредитованных в немецкой столице. В ходе конференции состоялся заинтересованный обмен мнениями по актуальному состоянию и перспективам ШОС, о возможностях кооперации с международными организациями, включая ЕС. После конференции на экспертном уровне генеральный секретарь ШОС Болат Нургалиев вместе с заместителем министра иностранных дел Германии, председательствовавшей на тот момент в Евросоюзе, Гернотом Эрлером (нем. Gernot Erler) и председателем Восточного комитета немецкой экономики Клаусом Мангольдом (нем. Klaus Mangold) принял участие в дискуссии на тему «ШОС — возможности партнёрства с ЕС».

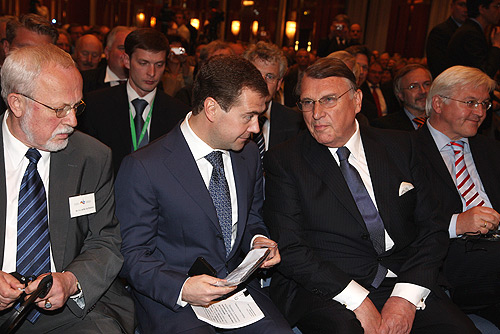
Дмитрий Медведев, Клаус Мангольд и Франк-Вальтер Штайнмайер (справа) (Берлин, 5 июня 2008 года)

Клаус Мангольд подтвердил большую заинтересованность не только германской, но и европейской экономики в приобретении Евросоюзом в лице ШОС «коллективного партнёра для осуществления широкомасштабных планов ЕС по освоению довольно нового и очень ёмкого рынка Центральной Азии». Центрально-азиатский регион, по его словам, интересует ЕС не только как рынок сбыта продукции, но и как большой энергодобывающий регион. Особый интерес вызывает в этой связи, как отметил Мангольд, идея ШОС по созданию Энергетического клуба. Он считает, что на этой базе у ЕС и ШОС может возникнуть «интересный и взаимовыгодный диалог».
Сильной стороной ШОС в ЕС считают созданную в организации антитеррористическую структуру «со вполне современным европейским пониманием задачи борьбы с терроризмом — не только репрессии, но и создание условий для повышения жизненного уровня людей, их шансов на будущее».
Однако, ЕС, в настоящем своём виде, не представляет собой такого монолита, каким была «Европа девяти» или даже «Европа пятнадцати» в начале своего пути. Это справедливо как для внешней, так и для внутренней политики объединённой Европы. В связи с этим развитие ситуации в области сотрудничества со странами Центральной Азии, скорее всего, будет проходить по следующим сценариям: налаживание двухсторонних связей и вложение инвестиций национальных кампаний (по примеру Германии) либо следование в фарватере внешнеполитического курса Соединённых Штатов. На данный момент чёткой линии, направленной на партнёрство с ШОС с центральноазиатскими странами, ЕС не выработало. Хотя, по всей видимости, понимание этого «пробела» налицо.

### Япония
Активность Японии в центрально-азиатском регионе резко возросла с конца 1990-х годов. Основной интерес Японии лежит в сфере экономики: будучи на 100 % зависимой от импорта энергоресурсов, она стремится получить доступ к центральноазиатским углеводородам, особенно в условиях растущей нестабильности на Ближнем Востоке. Япония — единственная страна, оказывающая «безвозмездную помощь» постсоветским странам Центральной Азии, объём которой исчисляется миллиардами долларов.
Ещё в 2003 году Япония предложила всем центральноазиатским странам формат сотрудничества «Япония плюс Центральная Азия». По мнению политологов, диалог в таком формате явился откровенным вызовом ШОС. В своё время японцы заверили МИД РФ, что не намерены трансформировать Диалог в некую организацию, конкурирующую с ШОС, а намерены использовать эту структуру лишь для оказания содействия странам Центральной Азии и Афганистану. Однако не исключено, что США попытаются посредством Японии использовать Диалог для усиления собственного влияния в Центральной Азии.
Стремление Токио к интеграции в центрально-азиатском регионе наглядно проявилось 5 декабря 2006 года во время заседания круглого стола, проведённого Казахстанским институтом системных исследований при правительстве Казахстана совместно с японским фондом Сасакава на тему «Казахстанско-японское сотрудничество». По мнению японского учёного Акихиро Ивасита из Центра славянских исследований университета Хоккайдо, ШОС изначально отличается от блоков образца «холодной войны», однако «организации необходимо избавиться от негативного отношения к себе, которое усиливается на Западе». По мнению профессора, это возможно за счёт приглашения в ШОС новых членов — развитых стран. Для этой цели Ивасита предложил использование статуса «партнёра по диалогу» (такой статус предоставлен в 2009 году Беларуси и Шри-Ланке).
И всё же на данный момент влияния и уровня участия Японии в региональных делах Центральной Азии явно недостаточно, чтобы стало возможным создание новой международной организации в регионе. Это потребовало бы от лидеров центральноазиатских государств политического решения, которое противоречило бы их политическим обязательствам, взятым в рамках уже существующих организаций, таких как ЕврАзЭС и прежде всего ШОС. К тому же маловероятно, что ради достижения собственных целей Япония, главная задача которой на геостратегическом уровне заключается в сдерживании влияния КНР и России в Юго-Восточной Азии, пойдёт на открытую конфронтацию, — скорее, «страна восходящего солнца» продолжит искать своё место в рамках трёхстороннего формата сотрудничества.

## ШОС+
Формат ШОС+ был инициирован партией «Единая Россия» в октябре 2020 года. Данный формат включает межпартийное взаимодействие не только стран Шанхайской организации сотрудничества (членов, наблюдателей, кандидатов), но также стран СНГ и БРИКС.
Впервые был использован при проведении международного межпартийного форума ШОС+ «Экономика для людей» 22—23 октября 2020 года. В форуме приняли участие спикеры из 25 стран, в том числе председатель партии «Единая Россия» Дмитрий Медведев, министры стран ШОС, президент Сербии Александр Вучич, послы и дипломаты стран СНГ и БРИКС. Приветствие участникам форума направил президент России Владимир Путин.

## Нумизматика
2 ноября 2020 года Банк России выпустил в обращение памятную серебряную монету номиналом 3 рубля «Заседание Совета глав государств — членов ШОС и встреча глав государств, входящих в объединение БРИКС, в 2020 году под председательством Российской Федерации».

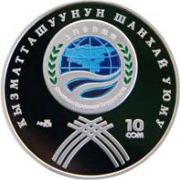
Монета Кыргызстана, посвящённая ШОС (2007)
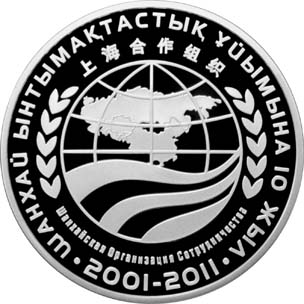
Памятные монеты Казахстана (2011)
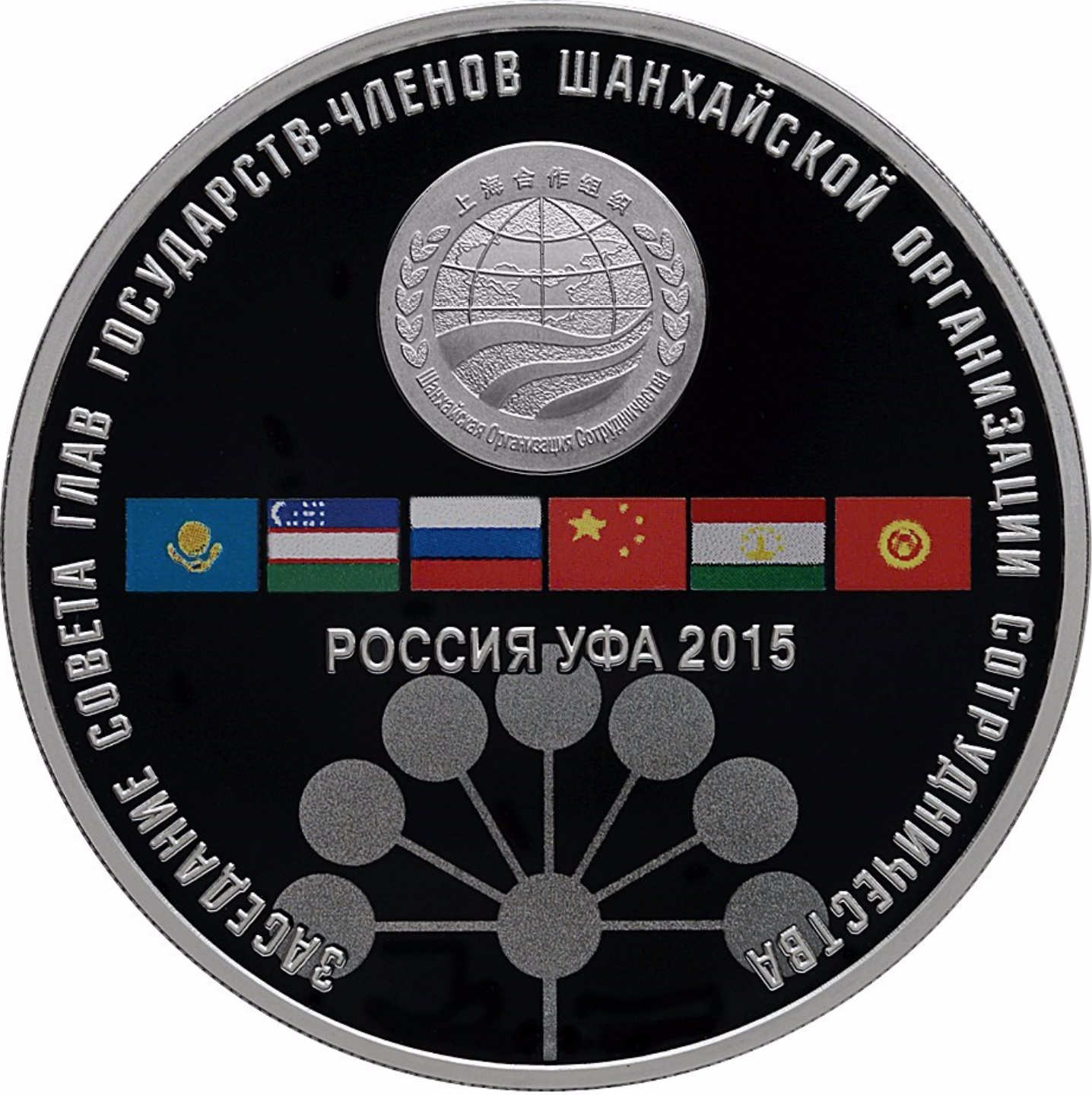
Памятная монета Банка России (2015)
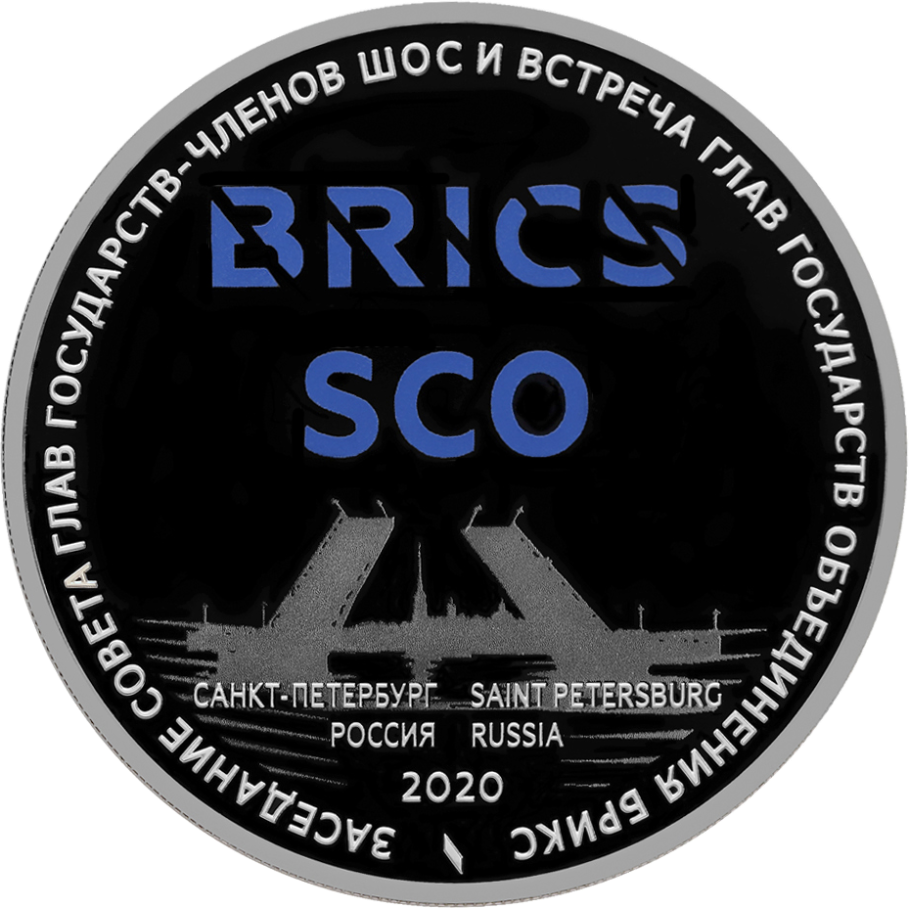
Монета, 2020 год. Россия. Заседание Совета глав государств – членов ШОС и встреча глав государств, входящих в объединение БРИКС, в 2020 году под председательством Российской Федерации

## Филателия

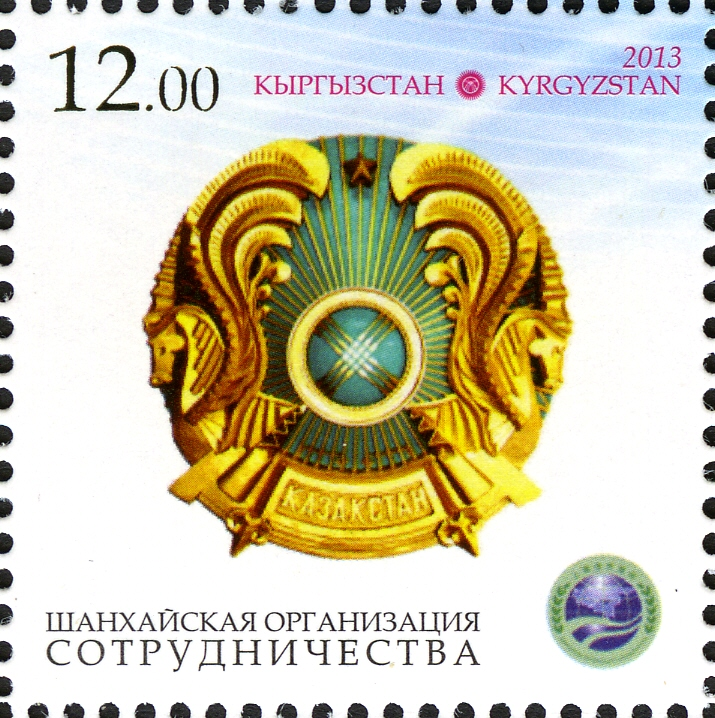
Эмблема ШОС и герб Казахстана на почтовой марке Кыргызстана 2013 года
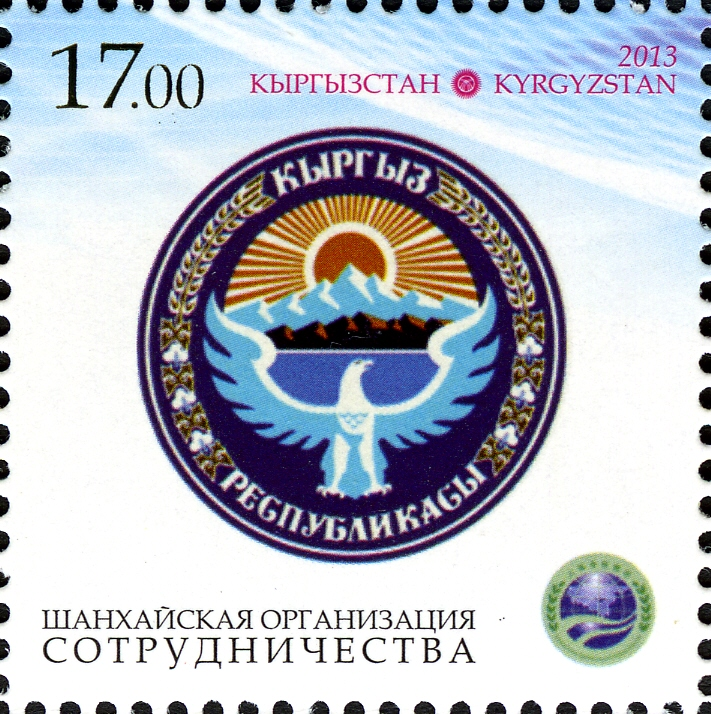
Эмблема ШОС и герб Кыргызстана на почтовой марке Кыргызстана 2013 года
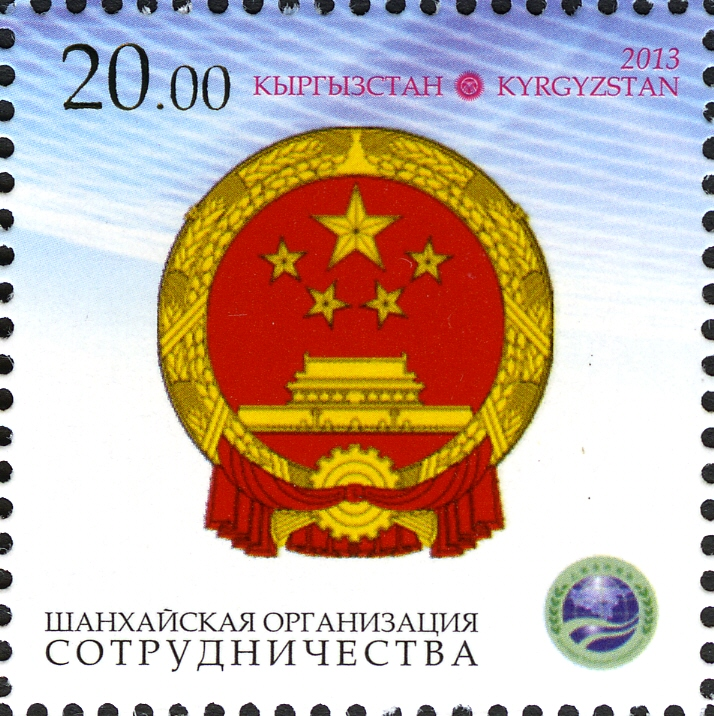
Эмблема ШОС и герб КНР на почтовой марке Кыргызстана 2013 года
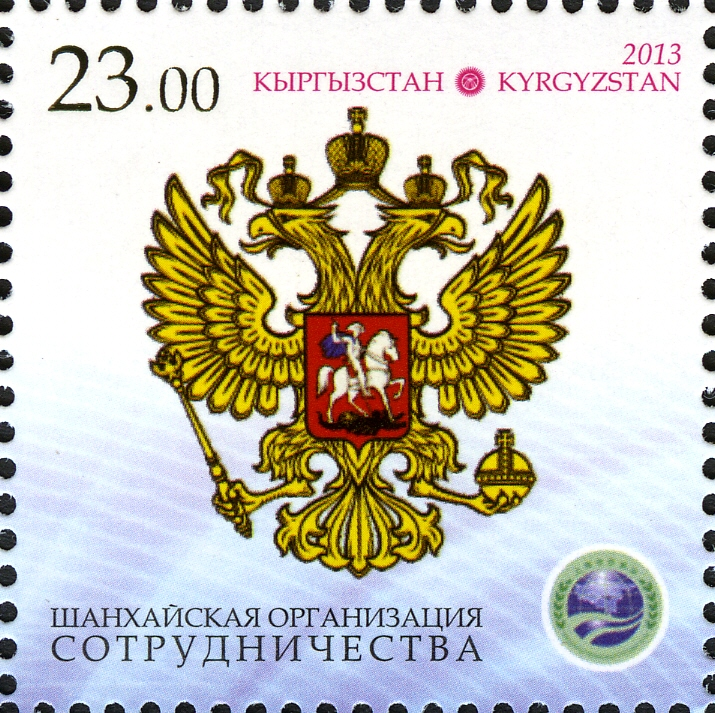
Эмблема ШОС и герб России на почтовой марке Кыргызстана 2013 года
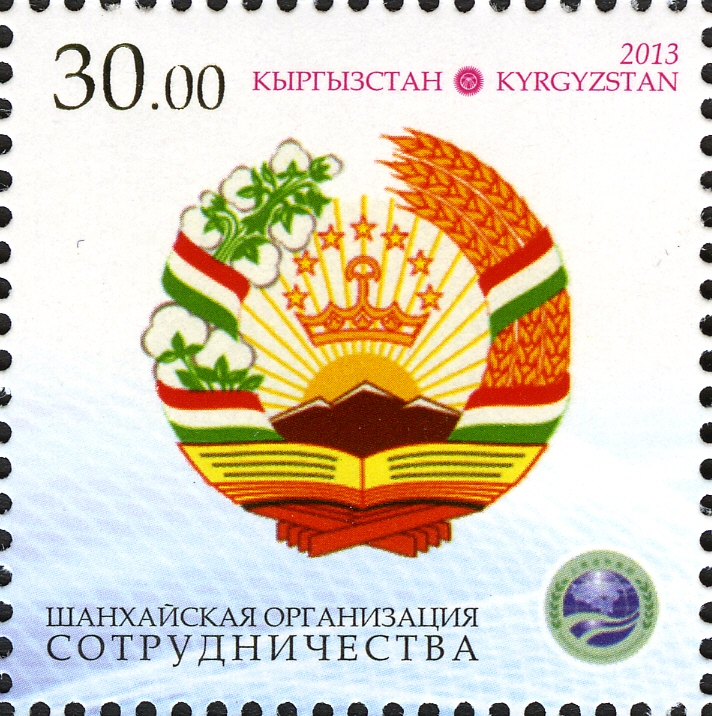
Эмблема ШОС и герб Таджикистана на почтовой марке Кыргызстана 2013 года
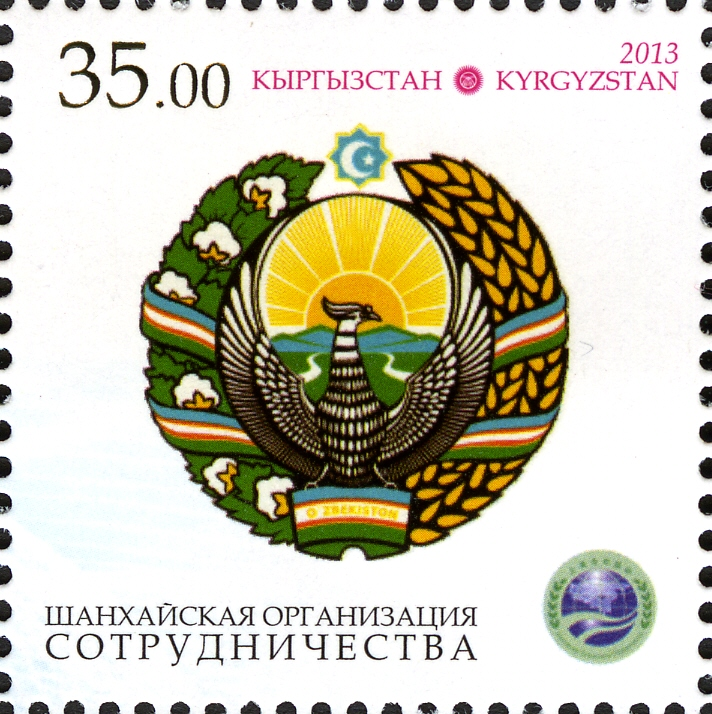
Эмблема ШОС и герб Узбекистана почтовой марке Кыргызстана 2013 года